# DBU Pokalen finalen 2017-18
DBU Pokalen finalen 2017-18 er den 64. finale i DBU Pokalen. Den fandt sted den 10. maj 2018 i Telia Parken i København. Finalen var mellem Silkeborg og Brøndby. Det var Silkeborgs anden pokalfinale. Deres første var i 2001, hvor de vandt 4-1 over AB. Det var Brøndbys anden finale i træk og deres 10. i alt. Sidst Brøndby vandt pokalturneringen var i 2008, hvor de slog Esbjerg 3-2. Brøndby vandt kampen 3-1 og vandt deres 7. titel.
Vinderen skulle have trådt ind i 2. kvalifikationsrunde i UEFA Europa League 2018-19. Men da Brøndby er kvalificerede til en europæisk turnering via den hjemlige liga, betyder det, at 2. pladsen i Superligaen 2017-18 træder ind i 2. kvalifikationsrunde i Europa League 2018-19.
Det er første gang de to hold mødes i en pokalfinale. Kampen blev sendt direkte på TV af TV3+.

## Vejen til finalen

### Brøndby
| Runde                           | Modstander         | Resultat     |
| ------------------------------- | ------------------ | ------------ |
| 3.                              | Ledøje-Smørum (H)  | 5-1          |
| 4.                              | FC København (U)   | 1-0          |
| KF                              | SønderjyskE (U)    | 1-0 (e.f.s.) |
| SF                              | FC Midtjylland (H) | 3-1          |
| (H) = Hjemmebane; (U) = Udebane |                    |              |

Brøndby sluttede blandt de seks øverste i Superligaen 2016-17, og trådte derfor ind i 3. runde. Her skulle de møde Ledøje-Smørum fra Danmarksserien. Kampen blev rykket til Brøndbys hjemmebane Brøndby Stadion, og her vandt Brøndby 5-1. Målene blev scoret af Lasse Vigen Christensen (2), Besar Halimi, Kamil Wilczek og et selvmål af Jacob Søberg.
I 4. runde gjaldt det rivalerne fra FC København. Kampen blev spillet i Telia Parken, hvor Brøndby vandt 1-0. Her stod Kamil Wilczek for målet.
I kvartfinalen skulle Brøndby op imod SønderjyskE fra Superligaen. Kampen blev spillet i Sydbank Park i Haderslev, hvor Brøndby vandt 1-0, efter forlænget spilletid, takket være mål af Christian Nørgaard.
I semifinalen var modstanderen FC Midtjylland fra Superligaen. Kampen blev spillet på Brøndby Stadion. Her spillede Brøndby sig i finalen med en 3-1 sejr, hvor målene blev scoret af Kamil Wilczek (2) og Teemu Pukki.

### Silkeborg
| Runde                                               | Modstander              | Resultat     |
| --------------------------------------------------- | ----------------------- | ------------ |
| 2.                                                  | Kjellerup (H)           | 6-0          |
| 3.                                                  | Hellerup Idrætsklub (U) | 3-0          |
| 4.                                                  | Lyngby (H)              | 3-1 (e.f.s.) |
| KF                                                  | Randers FC (U)          | 3-1 (e.f.s.) |
| SF                                                  | FC Fredericia (U)       | 1-0          |
| (H) = Hjemmebane; (U) = Udebane; (N) = Neutral bane |                         |              |

Da Silkeborg sluttede i nedrykningsspillet i Superligaen 2016-17 trådte de ind i 2. runde. Her stod den på lokalopgør mod Kjellerup IF fra 2. division. Kampen blev rykket til Silkeborgs hjemmebane JYSK Park, og her vandt FC Silkeborg 6-0. Målene blev scoret af Jeppe Okkels, Mate Vatsadze (2), Davit Skhirtladze og Gustaf Nilsson (2).
I 3. runde gjaldt det HIK fra 2. division. Den oprindelige kamp blev spillet den 11. oktober 2017, men pga. forkert afvikling af straffesparkskonkurrencen, skulle kampen spilles om. Den oprindelig kamp endte 3-3 efter forlænget spilletid, og i straffesparkskonkurrencen vandt Silkeborg 4-3.. Den 21. november 2017 blev kampen så spillet på ny, og her vandt Silkeborg 3-0 takket være mål af Robert Skov, Davit Skhirtladze og Mikkel Vendelbo.
I 4. runde skulle de op mod ligarivalerne fra Lyngby Boldklub. Kampen blev spillet på JYSK Park, hvor Silkeborg vandt 3-1 efter forlænget spilletid. Målene blev scoret af Davit Skhirtladze, Tobias Salquist og Stephan Petersen.
I kvartfinalen skulle Silkeborg op imod Randers FC fra Superligaen. Kampen blev spillet i Bio Nutria Park. Her vandt Silkeborg igen 3-1 efter forlænget spilletid på mål af Magnus Mattsson, Jeppe Gertsen og Marc Rochester Sørensen.
I semifinalen var modstanderen FC Fredericia fra 1. division. Kampen blev spillet på Monjasa Park i Fredericia. Her spillede Silkeborg sig i finalen med en 1-0 sejr, efter et selvmål af Fredericias Oliver Fredsted.

## Kampen

### Referat
Solen skinnede for oven til pokalfinalen. Brøndby kom bedst fra start og fik skabt flere farlige situationer, men det var Silkeborg, der bragte sig foran. Davit Skhirtladze var køligheden selv, da han tjippede bolden over Frederik Rønnow til stillingen 1-0. Føringen holdt dog kun i et par minutter. Benedikt Röcker fik hovedet på Hany Mukhtars hjørnesparksindlæg og udlignede til 1-1. Inden pausen blev det også 2-1, da Kamil Wilczek scorede på endnu et Brøndby-hjørnespark.
2. halvleg var mindre actionfyldt end 1. halvleg. I slutningen af kampen satsede Silkeborg, og det gav Brøndby en omstillingsmulighed, som Kamil Wilczek udnyttede til at gøre det til slutresultatet 3-1.

### Detaljer
| 10. maj 2018 17:00 |

| Brøndby (1)                   | 3 - 1   | Silkeborg (1)     |
| ----------------------------- | ------- | ----------------- |
| Röcker 35' · Wilczek 41', 90' | Rapport | Skhirtladze 33' · |

| Telia Parken, København Tilskuere: 31.027 Dommer: Anders Poulsen |